# Hédervár
Hédervár là một thị trấn thuộc hạt Győr-Moson-Sopron, Hungary. Thị trấn này có diện tích 14,28 km², dân số năm 2010 là 1180 người, mật độ 83 người/km².